# Roman In Moscow
Roman In Moscow е песен на американската рапърка Ники Минаж. Песента е за Роуман Золанскай, алтер егото ѝ. Той е в Москва, защото Марта Золанскай (майка му) искаше да отиде там. Той е при монаси и те се опитват да го окротят. Песента трябваше да е част от втория ѝ Pink Friday: Roman Reloaded, но Ники реши да не я сложи, защото не харесваше песента много.

## Видео
На 18 декември 2011 г. Ники почна да снима видео към песента

## Изпълнения на живо
Ники изпява Roman In Moscow на 31 декември 2011 г., на Нова година в Dick Clark's New Year's Rockin' Eve with Ryan Seacrest

## Дата на издаване
| Държава | Дата               |
| ------- | ------------------ |
| САЩ     | 2 декември 2011 г. |